# 格洛肯科格爾山

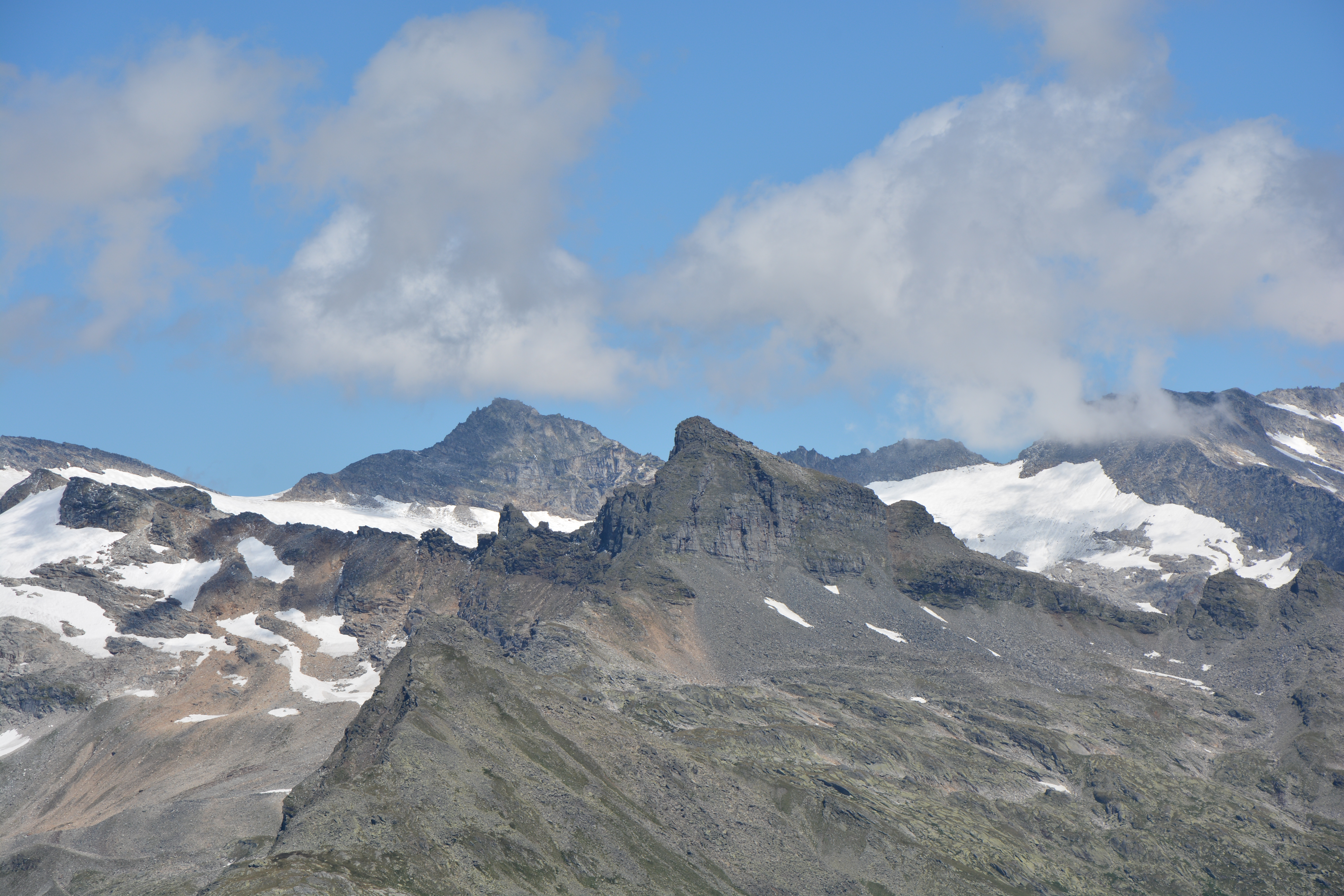

47°06′55″N 12°32′40″E / 47.115411°N 12.544390°E
格洛肯科格爾山（德語：Glockenkogel），是奧地利的山峰，位於該國西部，由蒂羅爾州負責管轄，屬於格拉納特山脈的一部分，距離錫靈山1公里，海拔高度2,828米，每年平均降雨量2,073毫米。